# 张毅汉
张毅汉（1895年—1950年11月），又名张其讱、张亦庵，广东新会人，近代小说家。
张毅汉早年失怙，由母亲黄翠凝抚养成人。后进入上海华童公学就读，13岁时就发表了短篇小说《两头蛇》。此后因贫困而半途辍学，到江南制造局谋生。期间接受革命思想，1911年与工友一同前往武昌参加武昌起义。后回到上海，继续在江南制造局工作，同时也从事文学创作。此后结了包天笑、周瘦鹃等人，并与包天笑合作翻译过许多作品，至1920年代共发表了翻译与创作文学作品130余种。1920年代后，张毅汉开始从事教育事业，任教于上海广肇公学、粤东中学，培养过的学生包括音乐家黄飞立等。他擅长摄影、木刻、音乐、绘画等，并于1930年代初担任过《文华画报》与《文华艺术月刊》的文艺编辑。抗日战争后迁居香港，1950年在香港病逝。